# Stefan Pfannmöller
Stefan Pfannmöller, né en 1980 à Halle, est un céiste allemand, pratiquant le slalom.

## Palmarès
- Jeux olympiques d'été
  -  Médaille de bronze aux Jeux olympiques 2004 à Athènes
- Championnats du monde de canoë-kayak
  -  Médaille d'argent en relais 3xC1 aux Championnats du monde 1999 à La Seu d'Urgell
  -  Médaille d'argent en relais 3xC1 aux Championnats du monde 2002 à Bourg-Saint-Maurice
  -  Médaille de bronze aux Championnats du monde 2003 à Augsbourg
- Championnats d'Europe
  -  Médaille d'or aux championnats d'Europe 2005 à Tacen